# 辛蒂·羅波
仙蒂婭·安·斯蒂芬妮·“辛蒂”·羅波（英語：Cynthia Ann Stephanie "Cyndi" Lauper，1953年6月22日—），美國女歌手、詞曲作家及演員。1983年推出首張個人專輯《她非比寻常》出道，以極其鮮豔、誇張及多變的妝髮造型引領風潮，同時又以其演唱及創作才華獲得樂界一致好評，並獲得第27届葛萊美獎最佳新人。2014年，以包辦創作的《長靴妖姬》（Kinky Boots）獲得第56屆葛萊美獎最佳音樂劇專輯。2025年，辛蒂·羅波入選搖滾名人堂。

## 生平

### 早年生活
辛蒂·羅波在纽约皇后区的一個天主教家庭长大，她的父亲是德国和瑞士混血儿，母亲是意大利裔美國人，辛蒂有一位弟弟和一位姐姐。父母在她5岁时离婚，後來母親再婚。
辛蒂自小喜歡聽披頭四樂團、茱蒂·嘉蘭等音樂家的歌曲，在12歲時以彈奏姐姐送給她的木吉他開始創作歌曲。辛蒂在17岁时，为了躲避经常施展暴力的继父而离家，並開始用刺眼色彩的服飾和頭髮，和在朋友的建議下將名字從原本傳統拼法的「Cindy」改成「Cyndi」，以示特立獨行。在遭到列治文山的高中退學後，辛蒂到了佛蒙特州约翰逊州立学院（Johnson State College）学习艺术课程，並自食其力靠打零工维持自己的生活。

### 樂團時期
在1970年代，辛蒂·羅波開始進入音樂界，和許多翻唱別人作品的樂團共同演出。雖然她開始有了登台機會，卻在1977年失聲，休息了一年之久，當時醫生告訴辛蒂她再也不能唱歌了。不過後來在聲樂教練的引導幫助之下，辛蒂恢復了她的聲音。
1978年，辛蒂組了一個名叫“Blue Angel”的樂團，並獲得歐曼兄弟樂團的經紀人Steve Massarsky賞識，花了五千美元簽下他們。樂團於1980年在寶麗多唱片（Polydor）旗下發行了一張同名專輯。這張唱片雖獲《滾石》雜誌評為最佳百張新浪潮（New Wave）專輯之一，但銷售成績卻其差無比。此時樂團成員還與經紀人發生了糾紛，經紀人後來對樂團提起八萬美元的訴訟，迫使辛蒂一度破產。辛蒂的音樂生涯仍多波折，經濟狀況更令她只得繼續當女侍、店員等打工維生。

### 獨闖樂壇
1981年春天的某個夜晚，辛蒂·羅波在紐約一家酒吧唱歌時，結識了史詩唱片旗下Portrait Records的經紀人大衛·沃爾夫（David Wolff），自此辛蒂的生涯終於有了重大轉折。1983年10月，辛蒂發行了個人首張專輯《她非比尋常》（She's So Unusual），此時的她30歲，是比較晚出道的獨唱藝人。她頂著五顏六色的染髮，穿著色彩鮮豔的服裝，大多數歌迷對辛蒂的第一印象都是敢秀敢作怪。但上天賜給辛蒂一副辨識度極高的嗓音，略帶嗲聲稚氣的童音和她誇張的打扮搭不起來，卻又巧妙融合得天衣無縫，成為辛蒂不折不扣的招牌特色。
辛蒂的首張專輯《她非比尋常》成績相當優異，她是第一位在首張專輯就有連續四首歌曲皆獲得美國告示牌單曲榜TOP 5的女歌手，這四首歌分別是〈女孩只想玩樂〉(2週亞軍，白金唱片)、〈一次又一次〉(2週冠軍，金唱片)、〈She Bop〉(3週第3名，金唱片)以及〈All Through The Night〉第5名，專輯本身也獲得美國專輯榜第4名，銷售達六白金。除了市場反應極佳外，更於1985年提名第27屆葛萊美獎（Grammy Awards）年度專輯、年度製作、年度歌曲、最佳新人及最佳流行女歌手等獎項，最終辛蒂榮獲了最佳新人獎（Best New Artist），同時她也是葛萊美史上第三位同时获得四大通类奖项提名的艺人。
1985年，辛蒂参与录制了向非洲饥民捐款的大型慈善活动「美國援非」（USA for Africa）的慈善歌曲〈四海一家〉（We Are the World）。同一年也為電影《七寶奇謀》演唱主題曲〈The Goonies 'R' Good Enough〉，登上告示牌單曲榜第10名。
1986年9月，辛蒂推出了第二張專輯《真實的色彩》（True Colors），這張專輯收錄了多首辛蒂自己的創作。同名單曲〈真實的色彩〉登上告示牌單曲榜榜首並蟬連了兩週，這是辛蒂繼〈一次又一次〉之後的第二首美國冠軍單曲。另一首參與創作的單曲〈Change Of Heart〉也登上了單曲榜第3名。專輯《真實的色彩》在美國專輯榜也獲得了第4名。
和第一張專輯相比，《真實的色彩》在排行成績和銷售數字方面皆不如前，甚至有樂評認為辛蒂這張專輯沒有前一張來的優秀，太普遍化沒有個人特色，僅是一張迎合市場需求的作品罷了。儘管如此，《真實的色彩》在全球的銷售量累積達一千兩百萬張，在商業上仍算是一張成功的專輯，也為辛蒂獲得1987年葛萊美獎2項提名。
1989年5月，辛蒂發行個人第三張專輯《難忘那一夜》（A Night to Remember），改以柔和的嗓音，搭上當時油漬搖滾興起的熱潮。首支单曲〈I Drove All Night〉翻唱自羅伊·奧比森，推出後打入告示牌單曲榜第六名，並再獲得1990年葛萊美獎最佳摇滚女歌手的提名。不過在专辑制作期间，辛蒂与经纪人大衛·沃爾夫产生了歧义，大衛认为辛蒂应该做商业化的流行歌曲，而非成熟内涵的非商业歌曲。专辑发行之后，市場的接受度確實沒有前兩張專輯來得高，也因兩人的分道揚鑣导致专辑在宣传幾乎崩盘。雖然《難忘那一夜》在美国地区反应不佳，但在歐洲及加拿大市場大放異彩，專輯也在日本获得了白金认证。

## 個人專輯
- She's So Unusual (1983)
- True Colors (1986)
- A Night to Remember (1989)
- Hat Full of Stars (1993)
- Sisters of Avalon (1996)
- Merry Christmas...Have a Nice Life (1998)
- At Last (2003)
- Shine (2004)
- The Body Acoustic (2005)
- Bring Ya to the Brink (2008)
- Memphis Blues (2010)
- Detour (2016)

## 外部連結
- 官方网站
- 互聯網百老匯資料庫（IBDB）上辛蒂·羅波的資料（英文）
- 辛蒂·羅波在互联网电影资料库（IMDb）上的資料（英文）